# Jiefangtan
Jiefangtan (kinesiska: 解放滩, 解放滩乡) är en socken i Kina. Den ligger i den autonoma regionen Inre Mongoliet, i den norra delen av landet, omkring 160 kilometer väster om regionhuvudstaden Hohhot.
Genomsnittlig årsnederbörd är 575 millimeter. Den regnigaste månaden är juli, med i genomsnitt 160 mm nederbörd, och den torraste är januari, med 2 mm nederbörd.